# Snow tears
『snow tears』（スノー ティアーズ）は、中川翔子の4作目のシングル。2008年1月30日にリリースされた。

## 作品概要
- これまでの3作品とは打って変った中川自身初のバラード曲で、中川本人も共作詞として楽曲製作に参加した。
- 前作『空色デイズ』に続き、今回もCDのみ盤、CD+DVD盤、墓場鬼太郎・寝子盤の3つの仕様となっている。
- オリコンウィークリーチャート初登場2位。デイリーチャートでは初登場1位を獲得している。

## 収録曲
CDのみ盤
1. snow tears [4:53] 
作詞：中川翔子・1pack market 作曲：鈴木大輔 編曲：nishi-ken
  - 2ndシングル『ストロベリmelody』以来の本人が作詞に関った楽曲。
  - 作曲にday after tomorrow（現在活動休止）、リリース当時はGIRL NEXT DOOR（のちに解散）の鈴木大輔、編曲にnishi-kenを迎えている。編曲のnishi-kenとベースの黒須克彦は番組での演奏時にそれぞれキーボードとベースの演奏者として参加していた。
2. 君にメロロン [4:52]
作詞・作曲：meg rock 編曲：nishi-ken
前作で「空色デイズ」、「happily ever after」の作詞を手掛けたmeg rockが作詞・作曲を手掛けた楽曲。コーラスも担当している。
3. Winter Wish [6:33]
作詞：mavie 作曲：鈴木大輔 編曲：加藤大祐
4. snow tears -Instrumental- [4:53]

CD+DVD盤
- Disc-1：CD （上記CDのみ盤と同じ。）
- Disc-2：DVD

1. 「snow tears」 Music clip
2. Making of 「snow tears」

墓場鬼太郎・寝子盤
1. snow tears
2. 君にメロロン
3. Winter Wish
4. snow tears -TV Mix-

## 仕様
CD+DVD盤
- 「墓場鬼太郎」ワイドラベルステッカー（typeA）

CDのみ盤
- 「墓場鬼太郎」ワイドラベルステッカー（typeB）

墓場鬼太郎・寝子盤
- 「寝子」書き下ろしジャケット（デジパック仕様）
- 「中川翔子×寝子」貼っちゃえ!【カワキモス】コラボステッカー

## タイアップ
snow tears
- フジテレビ系ノイタミナ枠アニメ『墓場鬼太郎』エンディングテーマ
- music.jpTV-CFソング

君にメロロン
- フジテレビ系ノイタミナ枠アニメ『墓場鬼太郎』挿入歌